# ۱۸۸۷
۱۸۸۷ (میلادی) هزار و هشتصد  و هشتاد و هفتمین سال تقویم میلادی است.

## زادگان
- ۲۸ ژانویه – آرتور روبینشتاین، پیانیست لهستانی (د. ۱۹۸۲)
- ۳ فوریه – گئورگ تراکل، شاعر اتریشی (د. ۱۹۱۴)
- ۲۲ مارس – چیکو مارکس، بازیگر و پیانیست آمریکایی (د. ۱۹۶۱)
- ۳۱ مه – سن-ژان پرس، شاعر، نویسنده، و دیپلمات فرانسوی (د. ۱۹۷۵)
- ۱۸ ژوئیه – ویدکون کیسلینگ، سیاست‌مدار نروژی (د. ۱۹۴۵)
- ۱۲ سپتامبر – یوسف وزیر چمن‌زمینلی، دیپلمات و نویسنده اهل جمهوری آذربیاجان
- ۶ اکتبر – لوکوربوزیه، از اولین پیشگامان معماری مدرن و سبک بین‌المللی (د. ۱۹۶۵)
- ۳۱ اکتبر – چیانگ کای‌شک، سیاست‌مدار تایوانی (د. ۱۹۷۵)
- ۱۰ نوامبر – آرنولد تسوایگ، سیاست‌مدار و نویسنده آلمانی (د. ۱۹۶۸)
- ۲۲ دسامبر – سرینیواسا رامانوجان، ریاضی‌دان هندی (د. ۱۹۲۰)
- ۵ مارس – هیتور ویلالوبس، طراح رقص و آهنگساز برزیلی (د. ۱۹۵۹)
- ۱۴ مارس – چارلز ریسنر، فیلمنامه‌نویس، بازیگر، و کارگردان آمریکایی (د. ۱۹۶۲)
- ۲۴ مارس – راسکو آربوکل، بازیگر و کارگردان آمریکایی (د. ۱۹۳۳)
- ۱۲ اوت – اروین شرودینگر، فیزیک‌دان و نویسنده اتریشی (د. ۱۹۶۱)
- ۲۲ اکتبر – جان رید، ژورنالیست و شاعر آمریکایی (د. ۱۹۲۰)
- ۲۳ نوامبر – بوریس کارلوف، بازیگر بریتانیایی (د. ۱۹۶۹)
- ۱۳ دسامبر – آلوین سی یورک، نظامی آمریکایی (د. ۱۹۶۴)

### تاریخ نامعلوم
- آلبرت کالورت، دوچرخه‌سوار اهل بریتانیا (د. ۱۹۱۹)

## درگذشتگان
- ۲۷ فوریه – الکساندر برودین، آهنگساز و شیمی‌دان روسی (ز. ۱۸۳۳)
- ۱۴ مه – لایسندر اسپونر، وکیل آمریکایی (ز. ۱۸۰۸)
- ۲۰ اوت – ژول لافورگ، شاعر فرانسوی (ز. ۱۸۶۰)
- ۱۷ اکتبر – گوستاو کیرشهف، فیزیک‌دان و شیمی‌دان آلمانی (ز. ۱۸۲۴)
- ۲۸ نوامبر – گوستاو تئودور فخنر، فیزیک‌دان آلمانی (ز. ۱۸۰۱)